# 翠雀花碱
翠雀花碱（或称为阿加康宁）是一种含氮有机化合物，化学式C
22H
33NO
3，属于一种二萜生物碱，存在于囊距翠雀花（Delphinium brunonianum）、滇川翠雀花（Delphinium delavayi）、康定翠雀花（Delphinium tatsienense）等植物中。